# Liste des villes jumelées du Maroc

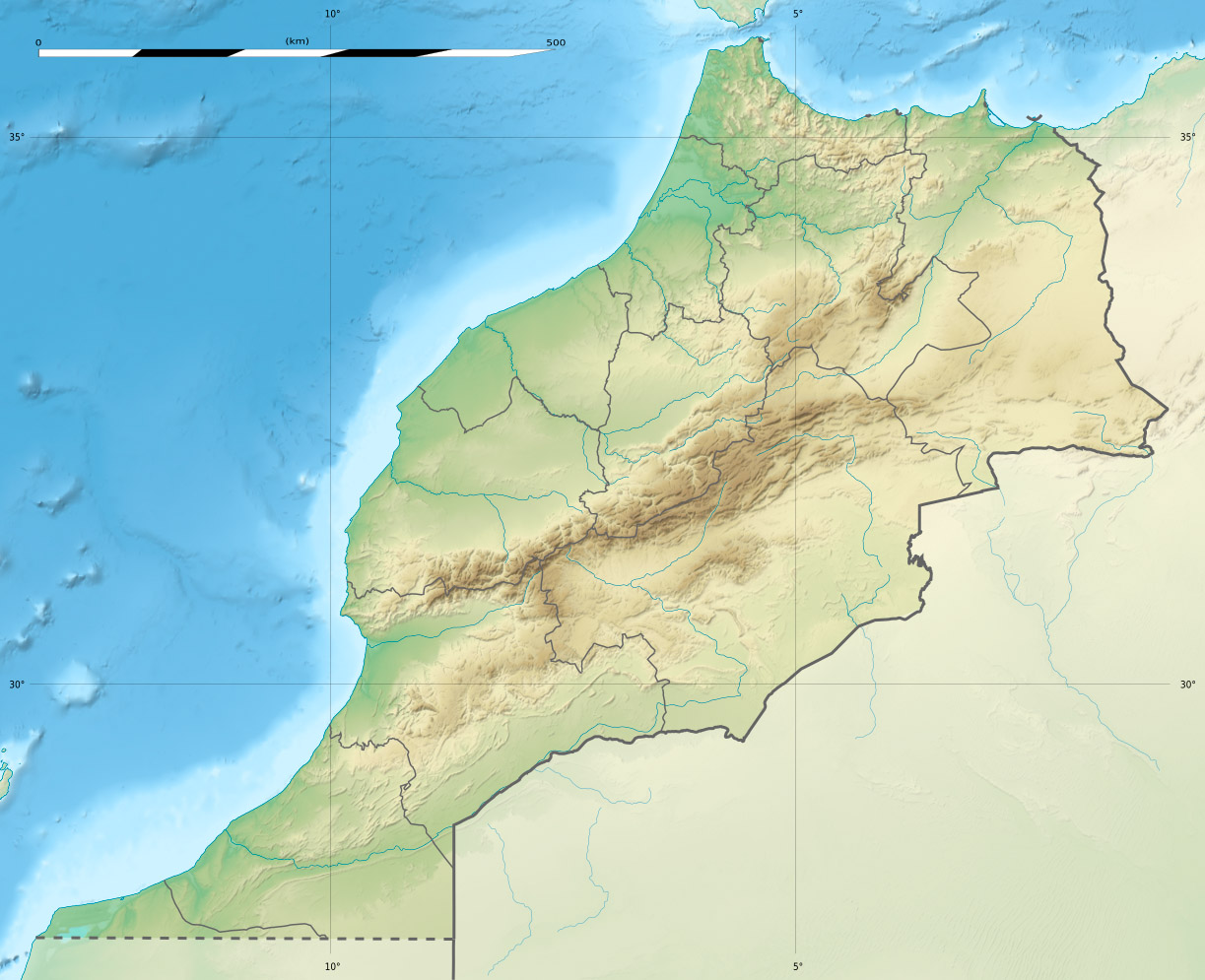
Carte du Maroc.

Ceci est la liste non exhaustive des villes jumelées du Maroc ayant des liens permanents avec des communautés locales dans d'autres pays. Dans la plupart des cas, l'association, en particulier lorsque officialisée par le gouvernement local, est connu comme « jumelage » (même si d'autres termes, tels que villes partenaires, Sister Cities, ou municipalités de l'amitié sont parfois utilisés), et alors que la plupart des endroits sont des villes, la liste comprend aussi des villages, des villes, des districts, comtés, etc., avec des liens similaires.

## C

### Casablanca
- Saint-Pétersbourg (Russie)[1]

## R

### Rabat
- Séville (Espagne) depuis 1986[2]
- Tripoli (Libye) depuis 1986[2]
- Le Caire (Égypte) depuis 1986[2]
- Tunis (Tunisie) depuis 1987[2]
- Sanaa (Yémen) depuis 1988[2]
- Nouakchott (Mauritanie) depuis 1988[2]
- Malabo (Guinée équatoriale) depuis 1988[2]
- Lisbonne (Portugal) depuis 1988[2]
- Madrid (Espagne) depuis 1988[2]
- Amman (Jordanie) depuis 1988[2]
- Athènes (Grèce) depuis 1990[2]
- Istanbul (Turquie) depuis 1991[2]
- Antsirabe (Madagascar) depuis 1992[2]
- Catane (Italie) depuis 2003[2]
- Fontaine-l'Évêque (Belgique) depuis 2003[2]
- Hornachos (Espagne) depuis 2004[2]
- Brazzaville (Congo) depuis 2005[2]
- Beyrouth (Liban) depuis 2006[2]
- Al Qods (Palestine) depuis 2012[2]
- Guangzhou (Chine) depuis 2013[2]
- Libreville (Gabon) depuis 2015[2]

## S

### Safi
- Montereau-Fault-Yonne (France) depuis 2007[3]

### Salé
- Portalegre (Portugal) depuis le 21 octobre 1997[4]
- Tlaxcala (Mexique) depuis 1998[5]